# NGC 4868
NGC 4868 est une galaxie spirale située dans la constellation des Chiens de chasse. Sa vitesse par rapport au fond diffus cosmologique est de 4 899 ± 19 km/s, ce qui correspond à une distance de Hubble de 72,3 ± 5,1 Mpc (∼236 millions d'al). NGC 4868 a été découverte par l'astronome germano-britannique en 1787.
La classe de luminosité de NGC 4866 est I-II et elle présente une large raie HI.
À ce jour, trois mesures non basées sur le décalage vers le rouge redshift) donnent une distance de 93,533 ± 4,637 Mpc (∼305 millions d'al), ce qui est nettement à l'extérieur des valeurs de la distance de Hubble. Notons cependant que c'est avec la valeur moyenne des mesures indépendantes, lorsqu'elles existent, que la base de données NASA/IPAC calcule le diamètre d'une galaxie et qu'en conséquence le diamètre de NGC 4868 pourrait être d'environ 34,1 kpc (∼111 000 al) si on utilisait la distance de Hubble pour le calculer.

## Groupe de NGC 4914
Selon un article publié en 1998 par Abraham Mahtessian, NGC 4868 fait partie du groupe de NGC 4914, la galaxie la plus brillante de ce groupe de galaxies qui comprend au moins cinq membres. Les autres galaxies du groupe sont NGC 4914, NGC 4956, NGC 4986 et IC 4189.
D'autre part, A. M. Garcia mentionne aussi l'existence de ce groupe dans un article publié en 1993, mais il n'y figure que trois galaxies, soit NGC 4846, NGC 4868 et NGC 4914.